# Prokinetik
Prokinetik, prokinetični agens ali propulziv je učinkovina, ki spodbuja gibljivost gastrointestinalnega trakta (npr. metoklopramid, domperidon, cisaprid) in se uporablja pri refluksnem ezofagitisu, gastroparezi (paralizi mišičja v želodčni steni ) in zaprtju.

## Predstavniki
Propulzivi spadajo po razvrstitvi ATC v skupino A03FA in zajemajo naslednje učinkovine:
- A03FA01 – metoklopramid
- A03FA02 – cisaprid
- A03FA03 – domperidon
- A03FA04 – bromoprid
- A03FA05 – alizaprid
- A03FA06 – kleboprid

Poleg tega propulzivno delovanje izkazujejo še nekatere druge učinkovine, npr. betanehol, nalokson, makrolidni antibiotiki, okreotid ...

## Mehanizem delovanja
Prokinetiki so skupina učinkovin z različnimi mehanizmi delovanja, npr.:
- zaviralci dopaminskih receptorjev (domperidon)
- holinergični agonisti (betanehol)
- učinkovine s holinergičnimi in antidopaminergičnimi lastnostmi (metoklopramid)
- selektivni zaviralci serotoninskega receptorja 5-HT4 (cisaprid)
- opioidni antagonisti (nalokson)
- agonisti motilinskih receptorjev (makrolidni antibiotiki, kot je eritromicin)
- agonisti somatostatina (okreotid)